# Haloperidol
Haloperidol (INN, systematický název 4-[4-(4-chlorfenyl)-4-hydroxy-1-piperidyl]-1-(4-fluorfenyl)butan-1-on) je typické antipsychotikum. Patří do třídy butyrofenonů a má farmakologické účinky podobné jako fenothiaziny.
Haloperidol je starší antipsychotikum používané při léčbě schizofrenie, akutních psychotických stavů a deliria. Dlouhodobě působící dekanoátový ester se používá v injekcích podávaných každé 4 týdny osobám, které trpí schizofrenií nebo příbuznými chorobami, a které mají špatnou odezvu na medikaci a trpí častými relapsy onemocnění, anebo pro překonání nevýhod spjatých s orálně podávanými léčivy, kde nárazové dávkování zvyšuje riziko nebo intenzitu vedlejších účinků. V některých zemích může být takový postup součástí povinné komunitní léčby.
Haloperidol se prodává pod obchodními značkami Aloperidin, Bioperidolo, Brotopon, Dozic, Duraperidol (Německo), Einalon S, Eukystol, Haldol, Halosten, Keselan, Linton, Peluces, Serenace, Serenase a Sigaperidol. V lékařském slangu se o haloperidolu někdy hovoří jako o vitaminu H, skutečným vitaminem H je však biotin.